# Ротланд (архиепископ Арля)
Ротла́нд (Рола́н; фр. Rotland, Rolland; умер 19 сентября 869, Камарг) — архиепископ Арля (851—869).

## Биография

### Начало епископства
О жизни Ротланда до занятия им архиепископской кафедры в городе Арль почти ничего не известно. В исторических источниках сообщается только о том, что главой местной архиепархии он был избран за свои выдающиеся качества, став здесь преемником скончавшегося в 851 году Нотона. Первое упоминание Ротланда как архиепископа относится, вероятно, к 852 году, когда его имя названо в письме папы римского Льва IV императору Лотарю I. В 853 году глава Арльской архиепархии участвовал в государственной ассамблее в Серморенсе (около Вуарона), на которой в присутствии четырёх архиепископов, трёх епископов и одиннадцати графов была удовлетворена жалоба архиепископа Вьенна Агильмара на действия местного графа Вигерика. 6 сентября 854 года Ротланд подписал как свидетель дарственную хартию Лотаря I прованскому аббатству Сен-Крю.
8 января 855 года Ротланд, вместе с архиепископами Ремигием I Лионским и Агильмаром Вьеннским, возглавил церковный собор в Валансе. На нём за преступления, порочащие епископский сан, был осуждён глава местной кафедры Ламберт. Также собор, по предложению епископа Гренобля Эббона, обсудил учение Готшалька из Орбе о предопределении и божественной благодати. Несмотря на то, что ранее это учение было признано еретическим, участники Валансского собора приняли несколько канонов, утверждавших правильности мнений Готшалька и осуждавших его главных противников (в первую очередь, архиепископа Реймса Гинкмара). Собор направил делегацию прелатов во главе с архиепископом Ротландом к императору Лотарю I, призывая этого монарха свято соблюдать права духовенства и народа на избрание своих епископов.
В сентябре того же года имя Ротланда было упомянуто в завещании Лотаря I, в котором, в том числе, император передал архиепископам Арля права на владение аббатством Сен-Крю. Впоследствии Ротланд реформировал эту обитель, введя здесь бенедиктинский устав.
После смерти Лотаря I 29 сентября 855 года, территория Арльской архиепархии вошла в состав королевства Прованс, правителем которого стал младший сын умершего монарха, Карл.

### Вторжение викингов

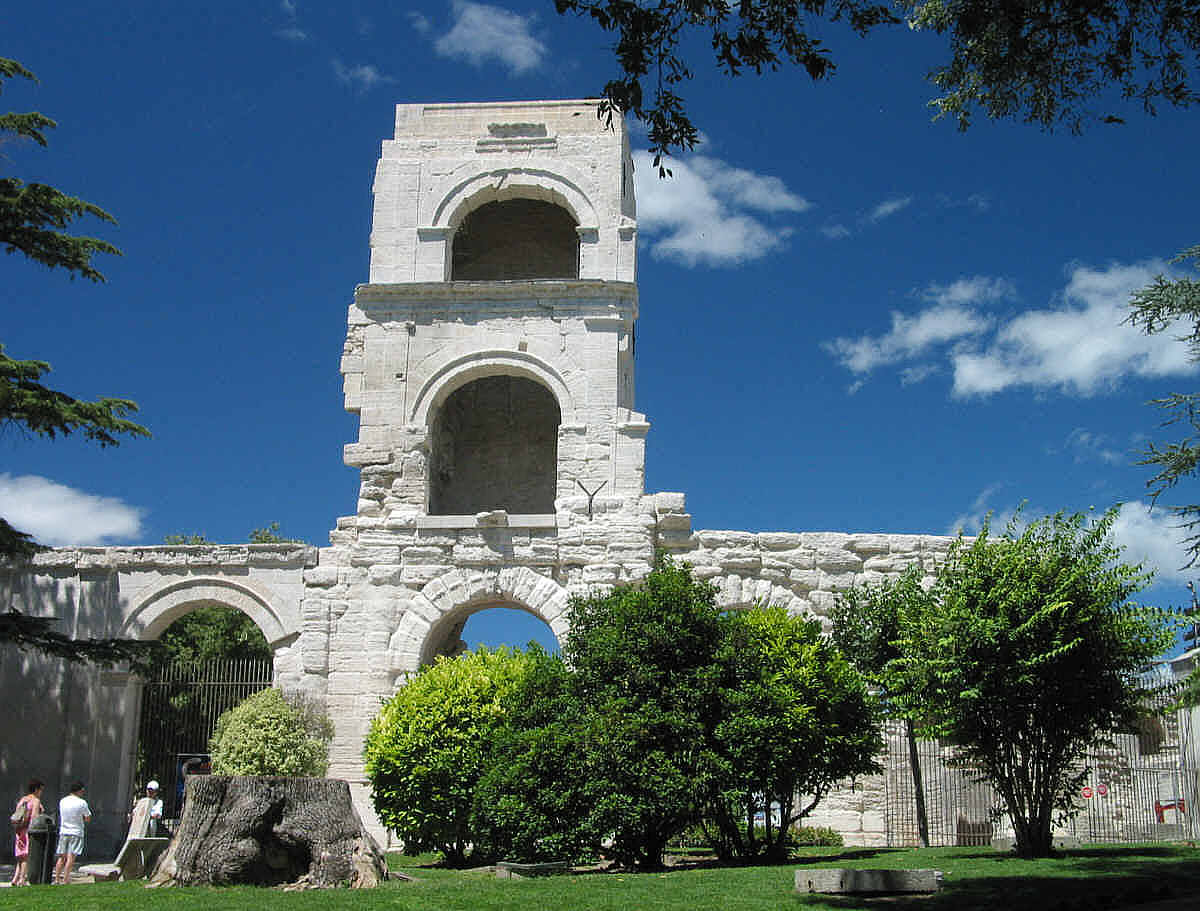
Башня Ротланда

В 858—860 годах территория Арльской митрополии подверглась нападению викингов, которыми командовали конунги Гастинг и Бьёрн Железнобокий. В 858 году, согласно «Нимской хронике», норманны, совершавшие поход в Средиземное море, высадились на побережье Прованса и разграбили города Ним и Арль. В следующем году, по сообщению «Бертинских анналов», они укрепились в Камарге и разорили многие прованские селения, включая города Агд и Марсель. Более поздние хроники сообщают, что в окрестностях последнего викинги были разбиты графом Жераром Вьеннским и отступили обратно в Камарг. В 860 году норманны разграбили Валанс, после чего отплыли в Нант.
Возможно, именно с этим нападением викингов связано возведение укреплений в римском театре Арля, проведённое во время епископства Ротланда. В ходе этого строительства развалины были превращены в каменный замок, а одна из башен, сохранившаяся до нашего времени, получила имя «башня Ротланда».

### Письмо Гинкмара Реймсского
Ротланд упоминается как адресат одного из писем архиепископа Реймса Гинкмара, в котором тот просил главу кафедры Арля обезопасить имущество Реймсской архиепархии, находившееся в Провансе, от возможного разорения. В письме не указана дата, но предполагается, что оно относится к 861 году, когда произошёл военный конфликт между Карлом Прованским и королём Западно-Франкского государства Карлом II Лысым. О том, что ответил на это послание Ротланд, ничего не известно, но именно Гинкмар способствовал скорому примирению обоих монархов. Возможно, это было, в том числе, обусловлено и озабоченностью архиепископа сохранностью владений его церкви в Провансе.

### Борьба за наследство Карла Прованского
Бездетный Карл Прованский скончался в 863 году. За обладание его владениями развернулась борьба между королём Лотарингии Лотарем II и королём Западно-Франкского государства Карлом II Лысым. По просьбе нескольких иерархов Прованского, Лотарингского и Итальянского королевств, среди которых был и архиепископ Ротланд, посредником в разрешении спора выступил король восточных франков Людовик II Немецкий. В результате, Прованс был разделён между братьями умершего короля Карла, Лотарем II и Людовиком II Итальянским. Земли Арльской архиепархии были присоединены к владениям последнего. Несмотря на это, архиепископ Ротланд сохранил свои тесные связи как с лотарингским, так и с западно-франкским королевскими дворами.

### Развод Лотаря II с Теутбергой
Уже летом 863 года Ротланд оказался вовлечён в дело о разводе короля Лотаря II с его супругой Теутбергой. В июне этого года архиепископ Арля принял участие в церковном соборе в Меце, на котором, по требованию папы римского Николая I, прелаты Лотарингского королевства должны были осудить связь Лотаря II с Вальдрадой. Однако правителю Лотарингии удалось, подкупив папских легатов и оказав давление на других участников собора, добиться подтверждения законности своего брака с Вальдрадой. Из всех прелатов, присутствовавших на соборе, только архиепископ Ротланд заявил о своей поддержке королевы Теутберги. Об этом архиепископ Арля информировал папу римского, обещая и далее твёрдо отстаивать права королевы-изгнанницы и прося для этого у Николая I должность папского викария в Галлии. В ответном письме, датированном 12 мая 864 года, папа высоко оценил действия Ротланда, ставя ему в достоинство его ум и скромность, и обещая рассмотреть его просьбу о назначении викарием.
В 865 году состоялось примирение Лотаря II с Теутбергой. Архиепископ Арля был одним из тех лиц, которые 3 августа подтвердили своими подписями хартию, в которой правитель Лотарингии вновь признавал изгнанную им ранее королеву законной супругой.

### Ассамблея в Питре
25 июня 864 года архиепископ Ротланд принял участие в заседании государственной ассамблеи Западно-Франкского королевства, созванной по повелению Карла II Лысого в городе Питр. На этом собрании был принят эдикт, обязывавший всех королевских вассалов принимать активное участие в борьбе с нападениями викингов, а также было подтверждено право короля западных франков на сюзеренитет над Бретанью.

### Смерть Ротланда
В 869 году архиепископ Ротланд совершил поездку ко двору императора Людовика II Итальянского и получил от этого монарха и его супруги Ангельберги права на разрушенное маврами ещё в VIII веке аббатство Сен-Сезер. Бо́льшая часть владений этой обители находилась в Камарге и неоднократно подвергалась нападениям мавров и викингов. Желая обезопасить новую собственность своей архиепархии, Ротланд повелел возвести здесь земляную крепость, нанял за свой счёт более пятисот работников и сам контролировал ход строительства.
Однако ещё до завершения постройки к Камаргу прибыли несколько кораблей мусульманских пиратов, промышлявших грабежом средиземноморского побережья. Внезапно напав на лагерь строителей крепости, они убили триста из них и пленили Ротланда. Отведя архиепископа на свой корабль, мавры потребовали с жителей Арля выкуп за их первосвященника в размере 150 золотых монет, 150 богато украшенных одежд, 150 мечей и 150 рабов.
Местом обмена была назначена местность в Камарге на побережье около устья Роны. Сюда прибыла делегация знатных арльцев, привёзшая требуемый выкуп, который собирали все жители города. Мавры вынесли Ротланда с корабля, крепко привязанным к креслу. Они поставили его в отдалении и потребовали от христиан клятвы, что те приблизятся к архиепископу не ранее того момента, когда выкуп будет погружен на корабли. Арльцы поклялись и сдержали слово. После того как суда мавров отплыли от берега, христиане с радостью бросились к Ротланду, чтобы поздравить того с освобождением, однако обнаружили его уже мёртвым. «Сен-Бертенские анналы» сообщают только о том, что архиепископ умер 19 сентября, находясь на корабле мавров, в то время, когда мусульмане ещё только договаривались с арльцами об условиях его освобождения. Позднейшие хроники дополняют это свидетельство рассказом, что Ростан скончался, не выдержав пыток, которым его подвергли сарацины.
В атмосфере всеобщего горя тело Ротланда было привезено в Арль и 22 сентября похоронено в гробнице, заранее построенной архиепископом в крипте церкви Сен-Оноре.

### Посмертное почитание
Некоторые арльские авторы XVI—XVII веков писали о существовании в городе почитания Ротланда как святого, сообщая, что вода, собранная на могиле архиепископа, чудодейственно помогает от лихорадки и болезней глаз. Однако культ святого Ротланда так и не получил широкого распространения и уже в XIX веке этот глава Арльской архиепархии не рассматривался даже как местночтимый святой.